# باشگاه فوتبال لسا
باشگاه فوتبال لسا (به پرتغالی: Leça Futebol Clube) یک باشگاه فوتبال پرتغالی می‌باشد که در شهر لسا دا پالمیرا، ماتوسینوس واقع شده‌است. این تیم در سال ۱۹۱۲ تأسیس شد و بین سال‌های ۱۹۹۵ تا ۱۹۹۸ موفق به حضور در لیگ برتر فوتبال پرتغال گردید این تیم به دلیل مشکلات مالی از این لیگ سقوط کرد. آنها در حال حاضر در لیگ دسته دوم فوتبال پرتغال بازی می‌کنند و در فصل ۲۰۰۷–۲۰۰۸، لیگ را در رده دهم به پایان رساندند. این باشگاه در حال حاضر بازی‌های خانگی خود را در استادیوم باشگاه فوتبال لسا برگزار می‌کند که ظرفیت گنجایش ۱۲۰۰۰ تماشاگر را دارا می‌باشد. رئیس هیئت مدیره فعلی این تیم فرناندو مونتیرو و سرمربی فعلی آنها میلیچ یووانوویچ اهل صربستان است. لباس و جوراب باشگاه به رنگ سفید و شورت آنها سبز است.